# Maledetta nidiata
La maledetta nidiata era una vera e propria scuola eretica clandestina che, nella Venezia di inizio Cinquecento, diffondeva idee contrarie alla dottrina cattolica.
Questo gruppo eterodosso venne denunciato da Gian Pietro Carafa, vescovo di Chieti, nel suo celebre memoriale De Lutheranorum haeresi reprimenda et ecclesia reformanda, indirizzato a papa Clemente VII il 4 ottobre 1532. Secondo la stessa denuncia dell'ecclesiastico, che negli anni venti svolse un'intensa attività inquisitoriale nella Repubblica di San Marco, alla compagine ereticale appartenevano tre frati Minori Conventuali: Girolamo Galateo, Bartolomeo Fonzio e Alessandro Pagliarino da Piove di Sacco.